# Herb Węgorzewa
Herb Węgorzewa – jeden z symboli miasta Węgorzewo i gminy Węgorzewo w postaci herbu.

## Wygląd i symbolika

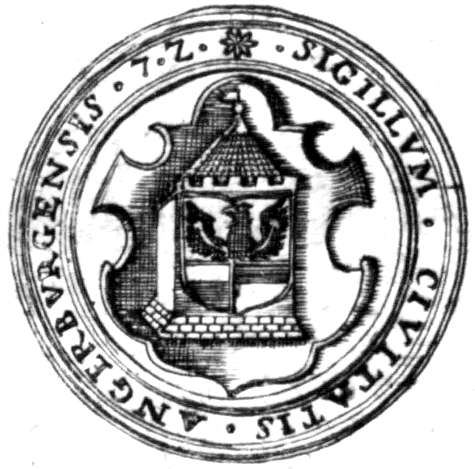
Odrys większej pieczęci Węgorzewa według Ludwiga Reinholda von Wernera

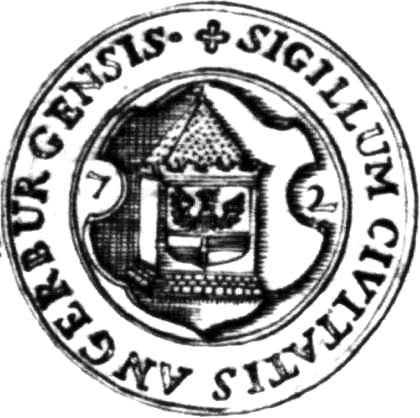
Odrys mniejszej pieczęci Węgorzewa według Ludwiga Reinholda von Wernera

Herb przedstawia w niebieskiej tarczy herbowej białą blankowaną wieżę nakrytą spiczastym czerwonym daszkiem zwieńczonym gałką i białą chorągiewką, ukazaną z ukosa. Na przedniej ścianie wieży tarcza sercowa dwudzielna w pas: w polu górnym czerwony orzeł brandenburski ze złotą przepaską na piersiach, w polu dolnym czarno-biała szachownica Hohenzollernów.
Jest to jedyne w polskiej heraldyce miejskiej przedstawienie przestrzenne obiektu architektonicznego, również w heraldyce europejskiej przedstawienia przestrzenne występują bardzo rzadko.

## Historia
Herb został nadany miastu przez księcia Prus Albrechta Fryderyka podczas lokacji miasta w 1571. Miasto nosiło nazwę Angerburg, od pobliskiego zamku. Przywilej przyznał miastu prawo posiadania i używania pieczęci oraz określił wygląd i barwy herbu miejskiego. 
Pieczęć większa przedstawia w ozdobnym kartuszu godło wymienione w przywileju z 1571 roku. W otoku widnieje inskrypcja: SIGILLVM • CIVITATIS • ANGERBVRGENSIS • 7•2 •. Mniejsza pieczęć różni się od większej jedynie tym, iż data z napisu otokowego (legendy) przeniesiona została do pola pieczęci i znalazła się po obu stronach kartusza. Pieczęci mniejszej towarzyszy inskrypcja: SIGILLUM CIVITATIS ANGERBURGENSIS.
Archeolog i historyk Jerzy Marek Łapo postawił hipotezę, że wizerunek w miejskim herbie przedstawia Kalską Kolumnę wzniesioną pod koniec XVI wieku „przy drodze biegnącej w stronę Kalu”. Według ludowych podań, jest to wieża pokutna, wzniesiona w miejscu gdzie Bóg uderzeniem pioruna zabił oddające się zakazanej miłości dwie pary kochanków, którym rodzice zakazali ożenku. Potwierdzałby to napis na tablicach umieszczonych na kolumnie, głoszący: 

W świąteczny dzień dwie pary gorącą miłością złączone tu zostały ogniem Wulkana naznaczone. Ciała spalone oraz odarte ze wstydu chlubnego sąsiedzi odkryli na trzeci dzień dopiero. I któż by nie uwierzył, że cichy ogień strawił kości tych, co praw boskich nie słuchają w skrytości. Stąd nauka wypływa dla ciebie, przechodniu, pobożna, że to kara, bo bez Boga kochać nie można

Inny przekaz mówi, iż kolumnę wzniesiono w podziękowaniu Bogu za powstrzymanie „mazurskiego potopu” – podniesienia się poziomu wód w pobliskich jeziorach.